# Epicauta atomaria
Epicauta atomaria là một loài bọ cánh cứng trong họ Meloidae. Loài này được Germar miêu tả khoa học năm 1821.